# Colucci (Album)
Colucci ist das 15. Soloalbum des Berliner Rappers Fler. Es erschien am 29. März 2019 über sein eigenes Label Maskulin als Standard-Edition sowie Limited-Deluxe-Box und wird von Universal Music vertrieben.

## Produktion
Das gesamte Album wurde von Flers Musikproduzent Simes Branxons produziert. Lediglich am Song Stories war auch der Produzent Juh-Dee beteiligt.

## Covergestaltung
Das Albumcover wurde (wie der Titel) im Vorfeld mehrmals geändert. Das finale Cover zeigt Fler, der einen bunten Pullover der Marke Carlo Colucci trägt, den er bis über seine Nase hochgezogen hat. Er steht vor einer gefliesten Wand, die mit Graffiti bemalt ist. In der Mitte des Bildes befindet sich der weiße Schriftzug Colucci in Frakturschrift.

## Gastbeiträge
Auf neun Liedern des Albums treten neben Fler weitere Künstler in Erscheinung. So ist der Rapper Mosenu, den Fler 2018 bei seinem Label Maskulin unter Vertrag nahm, gleich auf sechs Songs (Iced Out, Drip, Wolke 7, Sex Money Murder, Freibad, Gänsehaut) zu hören. An Wolke 7 ist zudem der Berliner Rapper Bass Sultan Hengzt beteiligt, während der Sänger Adel Tawil einen Gastauftritt beim Track Stories hat. Das Stück Passiv High ist eine Kollaboration mit dem Rapper Sido und auf Respektlose Jungs ist der Rapper Farid Bang vertreten.

## Titelliste
| #  | Titel                    | Gastmusiker                | Produzent(en)           | Länge |
| -- | ------------------------ | -------------------------- | ----------------------- | ----- |
| 1  | Vermächtnis              |                            | Simes Branxons          | 3:07  |
| 2  | Jedes Gramm              |                            | Simes Branxons          | 2:53  |
| 3  | Keyless Go               |                            | Simes Branxons          | 3:17  |
| 4  | Dieser Boy               |                            | Simes Branxons          | 3:10  |
| 5  | Respektlose Jungs        | Farid Bang                 | Simes Branxons          | 2:35  |
| 6  | Iced Out                 | Mosenu                     | Simes Branxons          | 2:55  |
| 7  | Drip                     | Mosenu                     | Simes Branxons          | 3:02  |
| 8  | Keinen wie mich          |                            | Simes Branxons          | 2:49  |
| 9  | Stafford                 |                            | Simes Branxons          | 2:49  |
| 10 | Passiv High              | Sido                       | Simes Branxons          | 2:54  |
| 11 | Legendary                |                            | Simes Branxons          | 3:07  |
| 12 | Stories                  | Adel Tawil                 | Simes Branxons, Juh-Dee | 3:25  |
| 13 | Wolke 7                  | Bass Sultan Hengzt, Mosenu | Simes Branxons          | 4:03  |
| 14 | Sex Money Murder (Bonus) | Mosenu                     | Simes Branxons          | 3:04  |
| 15 | Gegenwart (Bonus)        |                            | Simes Branxons          | 3:04  |
| 16 | Freibad (Bonus)          | Mosenu                     | Simes Branxons          | 3:12  |
| 17 | Gänsehaut (Bonus)        | Mosenu                     | Simes Branxons          | 3:30  |

+ Instrumentals

## Chartplatzierungen und Singles
Colucci stieg am 5. April 2019 auf Platz 1 in die deutschen Charts ein und konnte sich sieben Wochen in den Top 100 halten. Es ist bereits das vierte Nummer-eins-Album von Fler. In Österreich belegte das Album Rang 2 und in der Schweiz Position 3. In den deutschen Album-Jahrescharts 2019 erreichte Colucci Platz 86, während es in den Vinyl-Jahrescharts Rang 2 belegte.
Am 7. September 2018 wurde der Song Dieser Boy als erste Single zum Download ausgekoppelt. Die zweite Auskopplung Keinen wie mich folgte am 26. Oktober und erreichte Platz 38 der deutschen Charts. Am 23. November 2018 erschien die dritte Single Gänsehaut, die Rang 70 der deutschen Charts belegte. Der Song Sex Money Murder wurde am 1. Februar 2019 veröffentlicht und erreichte Position 75, bevor am 22. März 2019 die fünfte Single Drip ausgekoppelt wurde. Am 4. April 2019 erschien zudem ein Musikvideo zum Song Vermächtnis. Nach Albumveröffentlichung stieg außerdem das Lied Respektlose Jungs aufgrund von Downloads und Streaming auf Platz 65 in die Charts ein.

## Rezeption
| Professionelle Bewertungen | Professionelle Bewertungen |
| -------------------------- | -------------------------- |
| Kritiken                   |                            |
| Quelle                     | Bewertung                  |
| laut.de                    | [ 6 ]                      |

Moritz Fehrle von laut.de bewertete Colucci mit drei von möglichen fünf Punkten. Vor allem die Produktionen von Simes Branxons gehörten „zum Besten, das mir hierzulande in den letzten Jahren untergekommen ist.“ Dagegen würden vor allem die Adlibs von Mosenu stören, die mehrere Songs „erheblich ungenießbarer“ machten. Zudem wird die Misogynie der Texte kritisiert. Abschließend meint der Rezensent: „Soundtechnisch muss sich die Deutschrapszene an Colucci messen lassen. Bei dem Versuch kann die aber gerne mehr Humor und deutlich weniger Frauenhass beweisen. Und Mosenu darf auch zu Hause bleiben.“
Daniel Fersch von MZEE schrieb zum Album: „Flizzy lässt sich nach wie vor von keinem reinreden – weder in Persönlichkeits- noch in Kunst-Fragen.“ Der Rapper zeige sich auf Colucci von seiner selbstkritischen Seite und „spickt seine Texte mit Referenzen auf frühere Titel.“